# Segelfluggelände Schotten

i7
i11
i13
Das Segelfluggelände Schotten liegt im Mittelgebirge Vogelsberg am Rande des Berges Hoherodskopf in der Gemarkung der Stadt Schotten. Der Flugplatz wird durch den Aero Club Schotten betrieben.

## Flugbetrieb
Das Segelfluggelände ist mit einer 400 m langen und 30 m breiten Start- und Landebahn aus Gras (Richtung 05/23) ausgestattet. Es besitzt eine Betriebszulassung für Segelflugzeuge, Motorsegler und Ultraleichtflugzeuge. Als Startarten sind Flugzeugschleppstart und Windenstart zugelassen. Platzfremde Luftfahrzeuge benötigen eine vorherige Genehmigung des Platzhalters, um in Schotten starten und landen zu dürfen. Der Halter und Betreiber des Segelfluggeländes ist der Aero Club Schotten e. V.

## Zwischenfall
- 28. April 2022 – Ein Ultraleichtflugzeug überschlug sich nach der Landung, nachdem es ein Rad verloren hatte. Bei dem Unfall wurden die beiden Insassen verletzt.[3]